# Evangeline Booth
Pour les articles homonymes, voir Booth.
Evangeline Cory Booth, née Evelyne Booth (25 décembre 1865 à South Hackney - 17 juillet 1950 à Hartsdale), est la générale de l'Armée du salut de 1934 à 1939.

## Biographie
Née à South Hackney, dans le district londonien de Hackney, elle est la fille du fondateur de l'Armée du salut, William Booth et de Catherine Mumford.
Officière de l'Armée du salut depuis 1887, elle devient chef du territoire salutiste des États-Unis en 1904.
À ce titre, elle coordonne le dispositif de secours de l'Armée du salut après le séisme de 1906 à San Francisco.
Elle est naturalisée américaine peu après, à la suite de cette action.
À partir d'août 1917, après l'entrée des États-Unis dans la Première Guerre mondiale, elle organise l'envoi d'un contingent de 250 salutistes accompagnant le corps expéditionnaire américain en France pour équiper les « foyers du soldat ».
Cette œuvre d'assistance et de soutien du moral en faveur des soldats américains est récompensée par l'attribution de l'Army Distinguished Service Medal.
Elle devient en 1934 la 4e générale depuis la création du mouvement, et la première femme à occuper ce poste. Elle succède à Edward Higgins, et George Carpenter lui succédera en 1939.
Elle écrit et publie plusieurs livres au cours de sa vie, notamment Toward a Better World, The war romance of the Salvation Army et Songs of the Evangel.
Evangeline Booth meurt à Hartsdale (comté de Westchester) le 17 juillet 1950 .
Elle est inhumée au cimetière de Kensico à White Plains (New York).